# NGC 425
NGC 425 è una galassia a spirale situata nella costellazione di Andromeda.
Fu scoperta il 29 ottobre 1866 da Truman H. Safford.